# کنفدراسیون ملت (لهستان)
کنفدراسیون ملت (لهستانی: Konfederacja Narodu) یکی از سازمان‌های مقاومت لهستان در طول اشغال این کشور در جنگ جهانی دوم بود. این سازمان در سال ۱۹۴۰ میلادی توسط سازمان‌های راست افراطی مانند اردوگاه ملی تندرو و ارتش مخفی لهستان تشکیل شد. از نظر سیاسی این سازمان با دیگر جریان‌های مقاومت اصلی در لهستان مانند سرویس پیروزی لهستان و اتحادیه مبارزه مسلحانه مخالف بود. این سازمان هرگز نتوانست حمایت عمده‌ای را جذب کند و در حاشیه باقی ماند تا اینکه نهایتاً در سال ۱۹۴۳ میلادی به ارتش میهنی پیوست.